# Gozdna cesta
Gozdna cesta je grajena ali negrajena gozdna prometnica, ki je namenjena predvsem gospodarjenju z gozdom. Je nekategorizirana v smislu zakona o cestah. Omogoča transport lesnih sortimentov in je vodena v evidencah gozdnih cest. Po zakonu o gozdovih je gozdna cesta »sestavni del gozda in je javnega značaja«. Sestavni del gozda pomeni, da so lastniki gozda tudi lastniki odseka ceste, ki poteka po njihovi parceli. Če je na gozdno cesto vezan tudi dostop do posamezne kmetije ali zaselka, dobi gozdna cesta tudi javni značaj.

## Lastnosti
Širina vozišča gozdne ceste mora biti prilagojena predvidenemu načinu prevoza, prometni obremenitvi in vrsti terena in naj bi znašala 3 do 3,5 m z obojestranskimi bankinami širine 0,5 m ali koritnico enake širine. Višina prostega (svetlega profila) mora biti 4,5 m. Vzdolžni nagib naj bi bil maksimalno do 12%. Gozdna cesta mora imeti na primernih mestih izogibališča za srečevanje vozil in obračališča. Voziščna konstrukcija mora biti zgrajena za predvideno nosilnost 10 t/os, torej utrjena. Brežine morajo biti oblikovane tako, da je zagotovljena njihova stabilnost in so posegi v okolje čim manjši. Urejeno mora biti odvodnjavanje meteornih in drugih vod.

## Raba gozdnih cest
V skladu z zakonom o gozdovih lahko gozdne ceste pod določenimi pogoji uporabljajo tudi drugi uporabniki. Režim uporabe določi Zavod za gozdove skupaj z lokalnimi skupnostmi in drugimi zainteresiranimi javnostmi za vsako cesto posebej. Z režimom se določi: začasna ali trajna prepoved uporabe za določene vrste vozil ali za določeno skupno maso vozila ali osno obremenitev, za smer vožnje ali splošna prepoved.
Gozdne ceste so poleg zapornice zaprte tudi ali samo z znakom »Prepovedan promet za vsa vozila« in z dopolnilno tablo »Dovoljeno za gospodarjenje z gozdovi«. Zelo pogosta je prepoved osne obremenitve, ki je praviloma začasna, in je vezana na spomladanske odjuge.

## Označevanje gozdnih cest
Gozdne ceste morajo biti na začetku označene z opozorilnim znakom, na katerem piše »Gozdna cesta, uporaba na lastno odgovornost«.

## Kategorizacija gozdnih cest
Kategorizacija je izvedena glede na namen, rabo in tehnične elemente v več kategorij:
- G1 – so ceste, po katerih se poleg prometa zaradi gospodarjenja z gozdom, odvija tudi javni promet v deležu več kot 50 %. Zapore so izjemne in kratkotrajne.
- G2 – so ceste, ki odpirajo več kot 1000 ha gozda in na njih prevladuje promet, namenjen gospodarjenju z gozdom. Zapore so lahko tudi trajne.
- G3 – so ceste, ki odpirajo manj kot 1000 ha gozda in na njih prevladuje promet, namenjen gospodarjenju z gozdom. Ceste so trajno in popolno zaprte.

## Gozdne vlake
Gozdna vlaka je gozdna prometnica, namenjena spravilu lesa s spravilnimi sredstvi. Protipožarne preseke imajo status gozdne vlake. Načrt za gozdno vlako se izdela v tehnološkem delu gojitvenega načrta, kjer mora biti izdelana tudi posebna presoja o njihovem vplivu na gozd kot ekosistem oziroma na kmetijska zemljišča. Širina vlake mora biti primerna za predvideno spravilno sredstvo in znaša največ 3,0 m. Vzdolžni nagib je odvisen od talne podlage. Imeti mora prostor za obračanje traktorja. 

## Dolžina gozdnih cest
Ob koncu leta 2003 je bilo v Sloveniji 12.508 km gozdnih cest. Največ cest je v zasebnih gozdovih (8.044 km), v državnih gozdovih 3.994 km, ostalo je še predmet denacionalizacijskih postopkov.